# Cayo Luis Peña
Cayo Luis Peña est une île de Porto Rico, rattachée à la commune de Culebra, située à environ 500 m au sud-ouest de Culebra dont elle est séparée par le canal Luis Peña. L'île, inhabitée, fait partie du Culebra National Wildlife Refuge.

## Géographie

Carte de l'archipel de Culebra.

L'îlot fait 2,2 km de longueur et 1,4 km de largeur maximales pour une surface totale d'environ 1 km2. Il culmine à 135 mètres au Cerro Luis Peña. La partie sud de l'îlot est composée d'une partie rocheuse reliée à l'îlot principal par un isthme de type tombolo. Cayo Luis Peña est entouré en son nord-ouest d'îlots encore plus petits que sont Cayo del Agua, Cayo Ratón et Cayo Yerba.
Dépourvu de cours d'eau ou de sources, Cayo Luis Peña est inhabité de manière permanente.

## Faune et flore